# Albert Eichhorn
Albert Eichhorn (1. října 1856 – 3. srpna 1926) byl jeden ze zakladatelů vědecké disciplíny, která se nazývá historie náboženství, autor Das Abendmahl im Neuen Testament (německy Poslední večeře v Novém zákoně), a historicko-kritické metody metodologií a strategií k porozumění a čtení křesťanských textů v kontextu kultury, která je vytvořila. Jeho pionýrská práce v historické kritice, týkající se role soudobých potřeb, víry a kultury, které vytvářely novozákonní popis Ježíšovy poslední večeře byla přeložena do angličtiny americkým historikem Georgem Bancroftem.